# Сельское поселение «Село Новый Мир»
Се́льское поселе́ние «Село Новый Мир» — муниципальное образование в Комсомольском районе Хабаровского края Российской Федерации.
Административный центр — село Новый Мир.

## История
Статус и границы сельского поселения установлены Законом Хабаровского края от 28 июля 2004 года № 208 «О наделении посёлковых, сельских муниципальных образований статусом городского, сельского поселения и об установлении их границ».

## Население
| 2010  | 2011  | 2012  | 2013  | 2014  | 2015  | 2016  |
| ----- | ----- | ----- | ----- | ----- | ----- | ----- |
| 1114  | ↗1123 | ↗1175 | ↘1168 | ↗1205 | ↘1144 | ↘1124 |
| 2017  | 2018  | 2019  | 2020  | 2021  |       |       |
| ↘1086 | ↘1084 | ↘1068 | ↘1060 | ↗1091 |       |       |

## Состав сельского поселения
| № | Населённый пункт | Тип населённого пункта       | Население |
| - | ---------------- | ---------------------------- | --------- |
| 1 | Новый Мир        | село, административный центр | ↗1091     |